# Love in an Elevator
«Love in an Elevator» es un sencillo de la banda de hard rock estadounidense Aerosmith. La canción fue escrita por el cantante Steven Tyler y el guitarrista Joe Perry, y se lanzó al mercado en agosto de 1989 como primer sencillo de su tercer álbum con Geffen Records, Pump. Alcanzó el puesto número cinco en el Billboard Hot 100, y el primero en el Mainstream Rock Tracks.
Fue certificado oro por la Recording Industry Association of America.

## Posicionamiento
| Lista             | Posición |
| ----------------- | -------- |
| Billboard Hot 100 | 5        |
| Mainstream Rock   | 1        |
| Single Top 100    | 14       |
| Australian charts | 33       |
| RIANZ             | 15       |
| Ultratop 40       | 28       |